# Eleccions al Parlament Basc de 1984
Les eleccions al Parlament Basc de 1984 se celebraren el 26 de febrer de 1984. En estes eleccions, el nombre de diputats al Parlament Basc va augmentar de 60 a 75. Amb un cens d'1 584 540 electors, els votants foren 1 085 304 (68,49%) i 499 236 les abstencions (31,50%). El PNB fou la força més votada, i novament el seu candidat Carlos Garaikoetxea va ser investit lehendakari gràcies al fet que els diputats d'Herri Batasuna van decidir no ocupar els seus escons. El setembre del 1986 es va produir la dimissió de Garaikoetxea per diferències amb el seu partit, i marxà al grup mixt amb 11 diputats del PNB, cosa que provocà eleccions anticipades

## Resultats
- Els resultats foren:[1]

| ← Eleccions al Parlament Basc, 1984 → |         |       |        |
| Partit                                | Vots    | %     | Escons |
| EAJ-PNV                               | 451 171 | 42,01 | 32     |
| PSE-PSOE                              | 247 786 | 23,07 | 19     |
| Herri Batasuna                        | 157 389 | 14,65 | 11     |
| AP-PDP-UL                             | 100 581 | 9,36  | 7      |
| Euskadiko Ezkerra                     | 85 671  | 7,98  | 6      |
| PCE-EPK                               | 14 985  | 1,40  | 0      |
| Auzolan                               | 10 714  | 1,00  | 0      |
| Candidatura Socialista de Izquierda   | 2 507   | 0,23  | 0      |
| PST                                   | 2 173   | 0,20  | 0      |
| PCE (ml)                              | 1 044   | 0,10  | 0      |

A part, es comptabilitzaren 5 029 (0,40%) vots en blanc.

## Diputats electes
Arran dels resultats de les eleccions, s'elegiren els següents diputats:

### Àlaba
- Carlos Garaikoetxea (EAJ-PNV)
- Alberto Ansola Maiztegi (EAJ-PNV)
- Félix Ormazábal Askasíbar (EAJ-PNV)
- José Ángel Cuerda Montoya (EAJ-PNV)
- Patxi Ormazábal Zamakona (EAJ-PNV)
- Juan Antonio Careaga Muguerza (EAJ-PNV)
- Juan José Ibarretxe (EAJ-PNV)
- Emilio Olabarria Muñoz (EAJ-PNV)
- Juan José María Otxoa de Eribe Elorza (EAJ-PNV)
- Julio Bordas Martínez (PSE-PSOE)
- Fernando Buesa Blanco (PSE-PSOE)
- Juan Carlos Girbau García (PSE-PSOE)
- José Luis Hernández Marco (PSE-PSOE)
- José Ángel Lecuona Laburu (PSE-PSOE)
- Alfonso Martínez Pérez (PSE-PSOE)
- José María Benegas Haddad (PSE-PSOE)
- José Manuel Barquero Vázquez (AP-PDP-UL)
- María José Lafuente Orive (AP-PDP-UL)
- Pedro Morales Moya (AP-PDP-UL)
- Pablo Alejandro Mosquera Mata (AP-PDP-UL)
- Iñaki Ruiz de Pinedo Undiano (Herri Batasuna)
- Jon Idigoras (Herri Batasuna)
- Pablo Gorostiaga González (Herri Batasuna)
- Eduardo Uriarte Romero Teo Uriarte (EE)
- Mario Onaindia Natxiondo (EE)

### Biscaia
- Iñaki Anasagasti Olabeaga (EAJ-PNV)
- Josu Bergara Etxebarria (EAJ-PNV)
- Inmaculada Boneta Piedra (EAJ-PNV)
- Juan José Pujana Arza (EAJ-PNV)
- Xabier Agirre Bilbao (EAJ-PNV)
- Iñigo Agirre Kerexeta (EAJ-PNV)
- Mario Fernández Pelaz (EAJ-PNV)
- José Antonio Loidi Alkaraz (EAJ-PNV)
- Sabin Intxaurraga Mendibil (EAJ-PNV)
- José Antonio Rubalcaba Quintana (EAJ-PNV)
- Jesús María Sagastagoitia Monasterio (EAJ-PNV)
- Josefina Santamaría Rodríguez (EAJ-PNV)
- Juan Manuel Eguiagaray Ucelay (PSE-PSOE)
- Ana Ariz Bidondo (PSE-PSOE)
- Juan Miguel Moreno Lombardero (PSE-PSOE)
- Fidel Orcajo García (PSE-PSOE)
- Alberto Pérez García (PSE-PSOE)
- Nicolás Redondo Terreros (PSE-PSOE)
- Santiago Broard Pérez (Herri Batasuna)
- Txomin Ziluaga Arrate (Herri Batasuna)
- Tasio Erkizia Almandoz (Herri Batasuna)
- Joaquín María Aguinaga Torrano (AP-PDP-UL)
- Florencio Aróstegui Zubiaurre (AP-PDP-UL)
- Xabier Markiegi Candina (EE)
- Roberto Lertxundi Barañano (EE)

### Guipúscoa
- Miren Begoña Amunarriz Olano (EAJ-PNV)
- Sabina Ana María Bereciartua Arriaran (EAJ-PNV)
- Gurutz Ansola Larrañaga (EAJ-PNV)
- Jesús María Alkain Martikorena (EAJ-PNV)
- Federico Zabala Alcíbar-Jáuregui (EAJ-PNV)
- Joseba Andoni Leizaola Azpiazu (EAJ-PNV)
- José Ramón Gurido Urrejola (EAJ-PNV)
- José Manuel Martiarena Lizarazu (EAJ-PNV)
- José Miguel Olano Alzúa (EAJ-PNV)
- Inaxio Oliveri Albisu (EAJ-PNV)
- Txomin Aurrekoetxea Iza (EAJ-PNV)
- Jesús María Egiguren Imaz (PSE-PSOE)
- Odón Elorza González (PSE-PSOE)
- José Fernández Lara (PSE-PSOE)
- Francisco Javier Gómez Piñeiro (PSE-PSOE)
- Manuel Huertas Vicente (PSC-PSOE)
- José Antonio Maturana Plaza (PSE-PSOE)
- Jokin Goristidi Artola (Herri Batasuna)
- Itziar Aizpurua Egaña (Herri Batasuna)
- Rafael Diez Usabiaga (Herri Batasuna)
- José Luis Elkoro Unamuno (Herri Batasuna)
- Francisco Javier Olaberri Zazpe (EE)
- Xabier Gurrutxaga Aizpeolea (EE)
- Jaime Mayor Oreja (AP-PDP-UL)